# Ліюнтика
Ліюнтика (сучасний варіант цього імені — Левенте; угор. Liüntika (Levente); ? — до 907) — угорський племінний правитель, старший син Великого князя Арпада. Як військовий ватажок він брав участь у завоюванні Паннонії (угор. Honfoglalás, «завоювання землі»).

## Титул
Ґрунтуючись на структурі управління тюркютів і хозар, Великий князь править над приєднаним народом. Це узгоджується з інформацією джерел, у яких Ліюнтика є ватажком каварів — племені, яке останнім приєдналося до Давньоугорської конфедерації племен. За свідченнями імператора ромеїв Костянтина VII Багрянородного, що спирався на розповідь харка Булчу, лідер (архон) правив тоді трьома родами каварів. Костянтин стверджував, що то був Ліюнтика. Отже, він був князем за часів епохи завоювання Батьківщини на Дунаї.

## Життя
Ліюнтика з народом каварів воював проти Першого Болгарського царства, поки його батько Арпад, очолюючи основне військо, в союзі з Великою Моравією розпочав вторгнення в Паннонію та на булгарський кордон в Альфельді. Після Епохи завоювань Ліюнтика, можливо, став правителем Моравії, осільки в цей час біля гирла річки Диє з'явився моравський замок Бржецлав (Люнденбург), що називається в джерелі 1054 — Лавентенбурх (Laventenburch). Сумніви у його походження привніс імператор Костянтин VII, який згадував Ліюнтику як сина Арпада під час Булгарських походів, але пізніше, коли перераховував синів Арпада, не включив його до цього списку. Також він пояснював, що Ліюнтика був убитий під час цієї військової кампанії і не мав нащадків. Однак це суперечить появі замку з ім'ям Лавентенбурх. На іншу думку, він є одні з чотирьох синів Арпада (а не п'ятим, старшим, сином) і не існував як самостійна особистість. Найчастіше його асоціюють з другим сином на ім'я Тархачі, Таркачу, Тархош або Таркатзус. Петер Фьольдеш має спеціальну теорію для вирішення цих суперечностей: слово «arpád» означає функцію, титул, вперше взятий вождем Алмошем, батьком Арпада. Альмош використав назву титулу як ім'я для свого первістка, майбутнього спадкоємця. За Фельдешем, ці два поняття могли переплутатися, і Ліюнтика, син Альмоша-арпада став Ліюнтикою, сином Арпада. Таким чином, Ліюнтика може бути молодшим братом Арпада, а не його старшим сином.